# Rudegyl (Åryds socken, Blekinge)
Rudegyl är en sjö i Karlshamns kommun i Blekinge och ingår i Bräkneån-Mieåns kustområde. Sjön är 4,7 meter djup, har en yta på 0,0151 kvadratkilometer och befinner sig 73 meter över havet.